# Festung Ebersberg

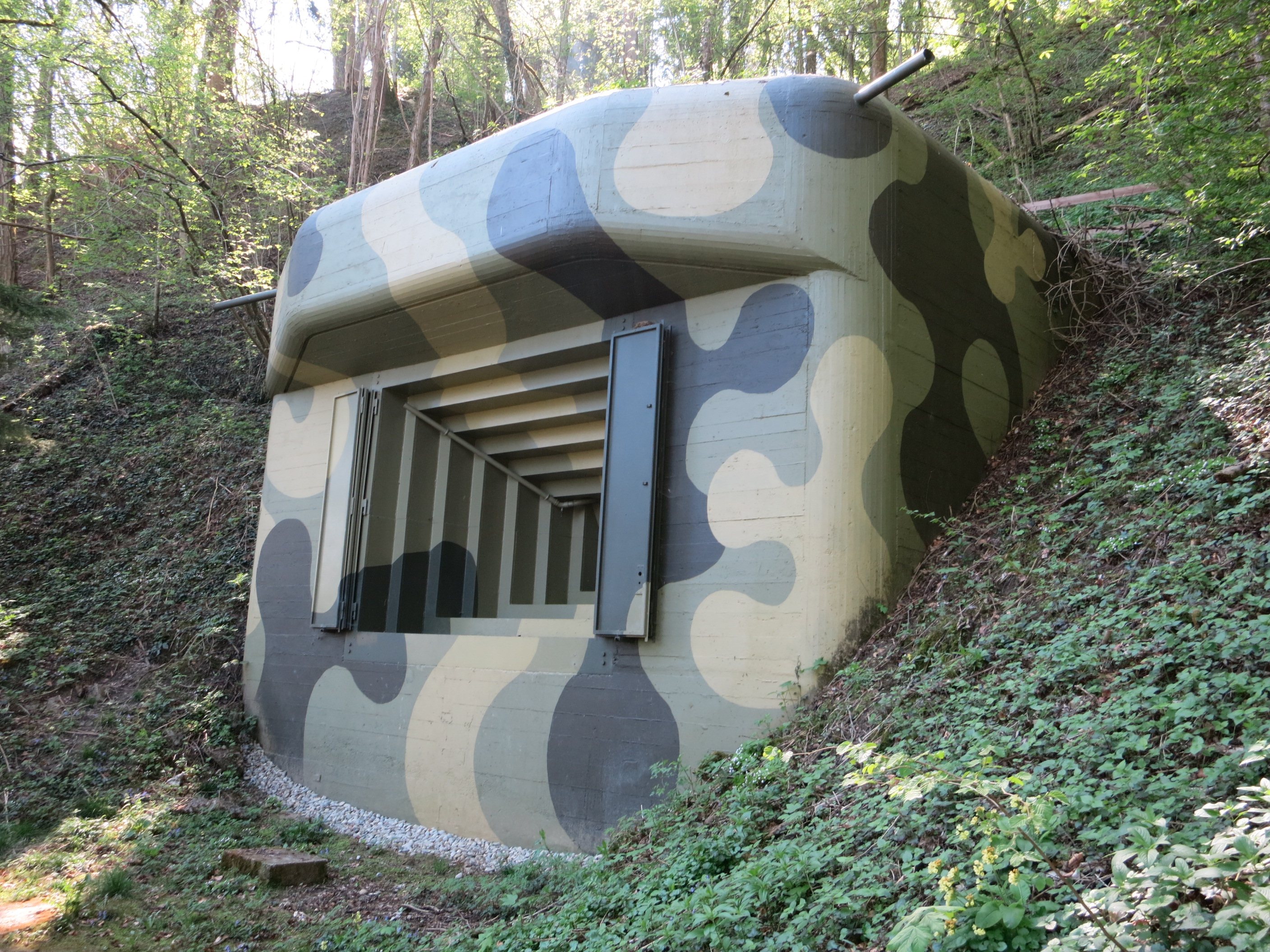
Artilleriewerk Ebersberg Stand 2, Geschütz 1

Das Artilleriewerk Ebersberg oder Rüdlingen liegt am linken Rheinufer auf dem Ebersberg (Berg am Irchel) gegenüber von Rüdlingen in der Schweiz. Es ist das einzige Festungswerk im Kanton Zürich. Das in die Sperrstelle Rüdlingen integrierte Werk, gilt als militärhistorisches Denkmal von nationaler Bedeutung.
Ebersberg gehört mit der Festung Reuenthal (AG), Festung Heldsberg (SG) und Geissberg (AG) zu den einzigen grenznahen Artilleriewerken der Schweiz.

## Geschichte

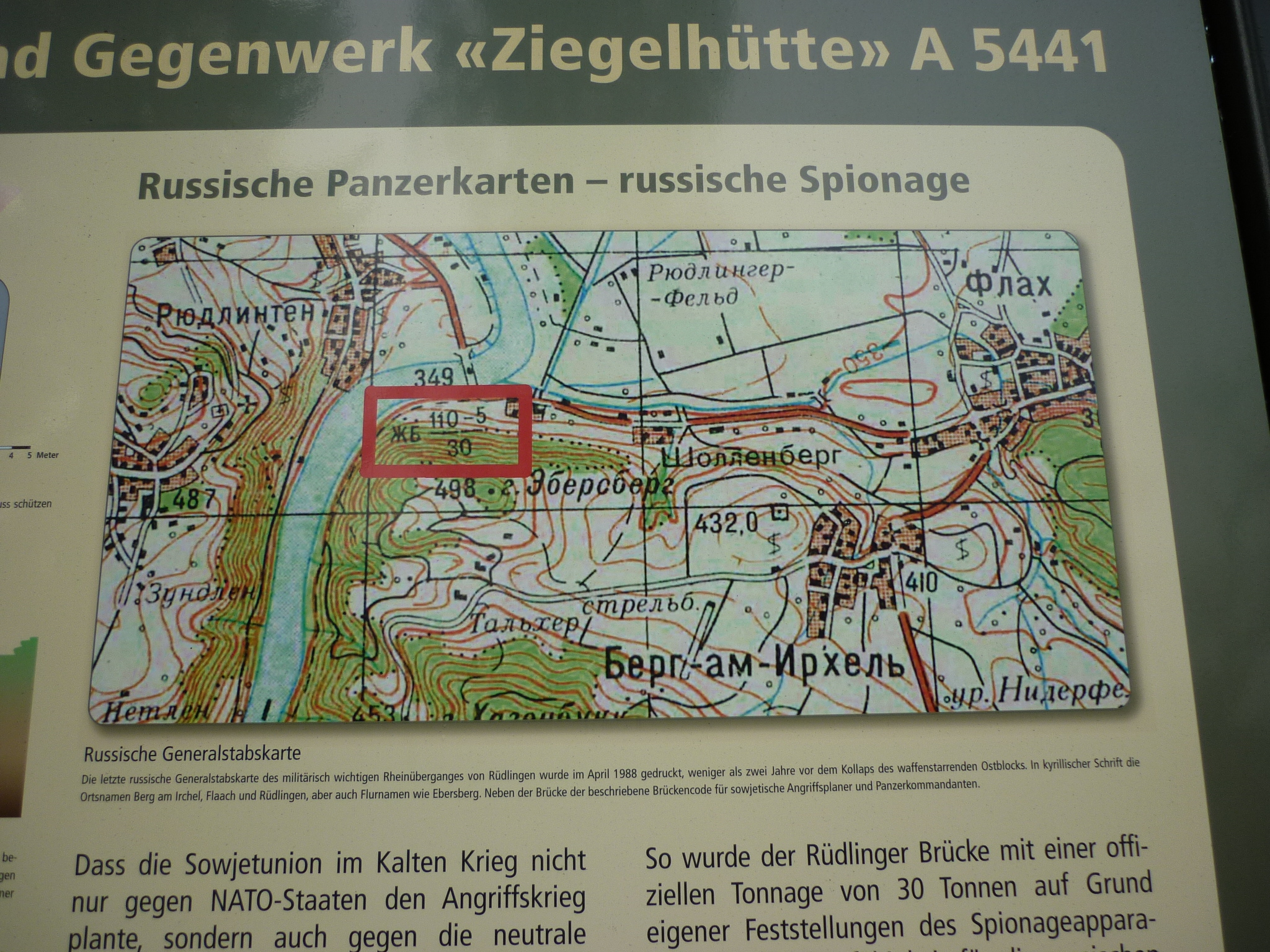
Infotafel: Sowjetische Generalstabskarte von 1988 mit Objektcharakteristik (im roten Rechteck) für die Brücke Rüdlingen (Baumaterial: ЖБ [= Железобетон / Stahlbeton], Brückenlänge: 110 m, Fahrbahnbreite: 5 m, Tragfähigkeit: 30 t) bei der Festung Ebersberg

Auf dem Ebersberg gab es bereits in prähistorischer Zeit eine Wehranlage. Das Artilleriewerk Ebersberg wurde in den Jahren 1938 bis 1940 in Handarbeit in die Sandsteinschicht des Ebersbergs gebaut. 1978 wurden die veralteten Kanonen ausgebaut. Das Werk wurde bis zur Entklassifizierung im April 2003 noch für andere militärische Zwecke genutzt. Im Mai 2003 hatte die Öffentlichkeit erstmals Gelegenheit, einen Blick ins Innere der bis dahin geheimen Anlage zu werfen.
Die Festung ist bis heute (2018) in ihrem guten Originalzustand erhalten: Die Lüftung ist betriebsfähig und die beiden Dieselmotoren erzeugen auf Knopfdruck Strom.

## Sperrstelle Rüdlingen
Die Sperrstelle Rüdlingen (Armeebezeichnung Nr. 654, 694) bestand aus über 20 Objekten. Von 1938 bis 1940 wurden das Artilleriewerk Ebersberg (A 5438), das Infanteriewerk (A 5439) und der Maschinengewehrstand (A 5440) erstellt. Später wurden die Anlagen der Grenzbrigade 6 sowie 1941 drei Nahverteidigungsstände für das Artilleriewerk gebaut. In den 1960er Jahren wurden alle Werke mit standardisierten Atomschutzunterständen ASU ergänzt.
- Halbzugunterstand A 5435 Ebersberg Süd ⊙
- Kleinunterstand A 5436 Ebersberg Ost ⊙
- Kleinunterstand A 5437 Ebersberg Nord ⊙
- Artilleriewerk Ebersberg A 5438 Rüdlingen ⊙
- Infanteriebunker Rüdlinger Brücke A 5439 ⊙
- Infanteriebunker Rüdlinger Brücke A 5440: Lmg  ⊙
- Infanteriebunker Ziegelhütte A 5441 ⊙

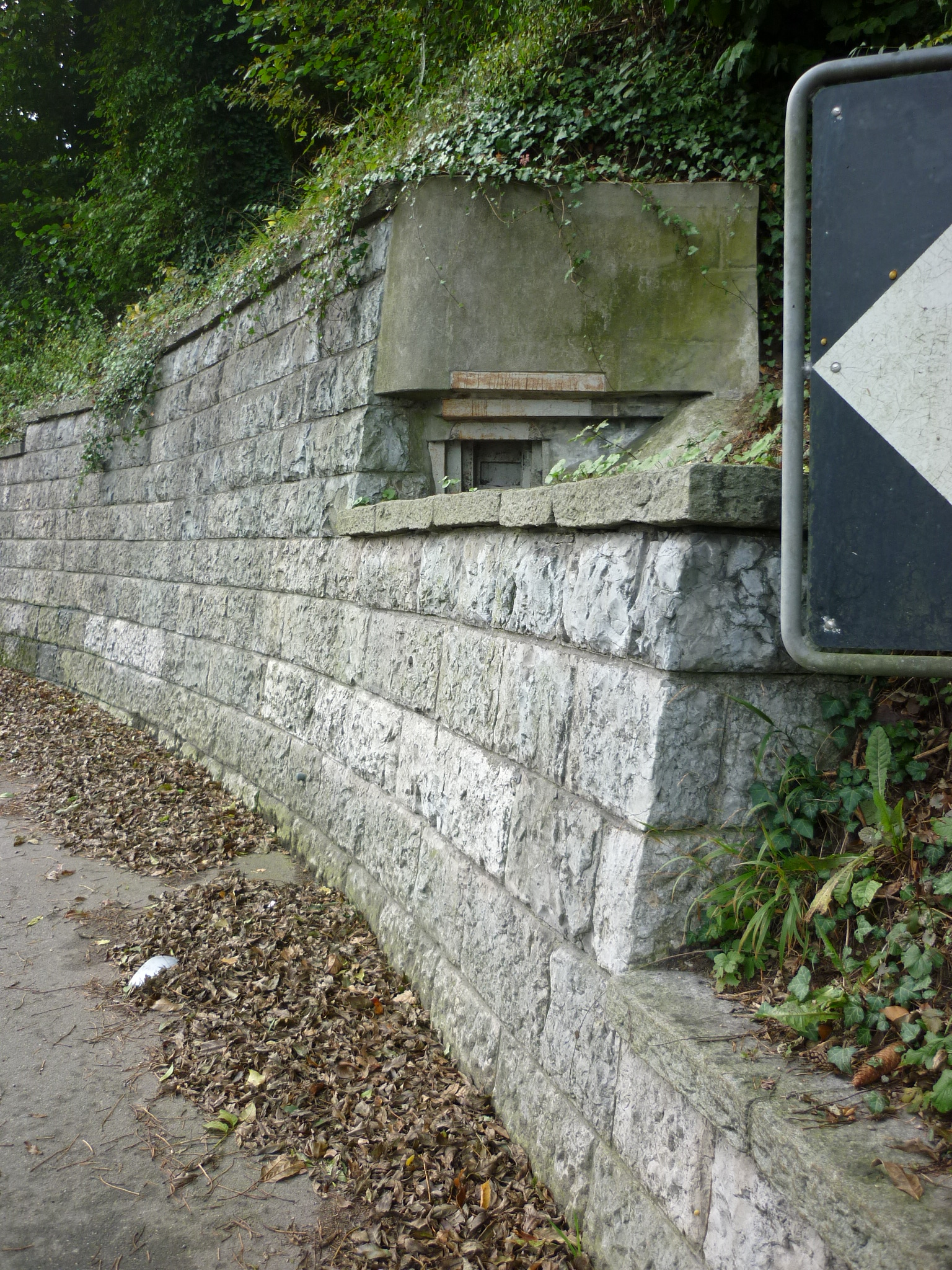
Brückenwache Rheinbrücke Rüdlingen A 5440
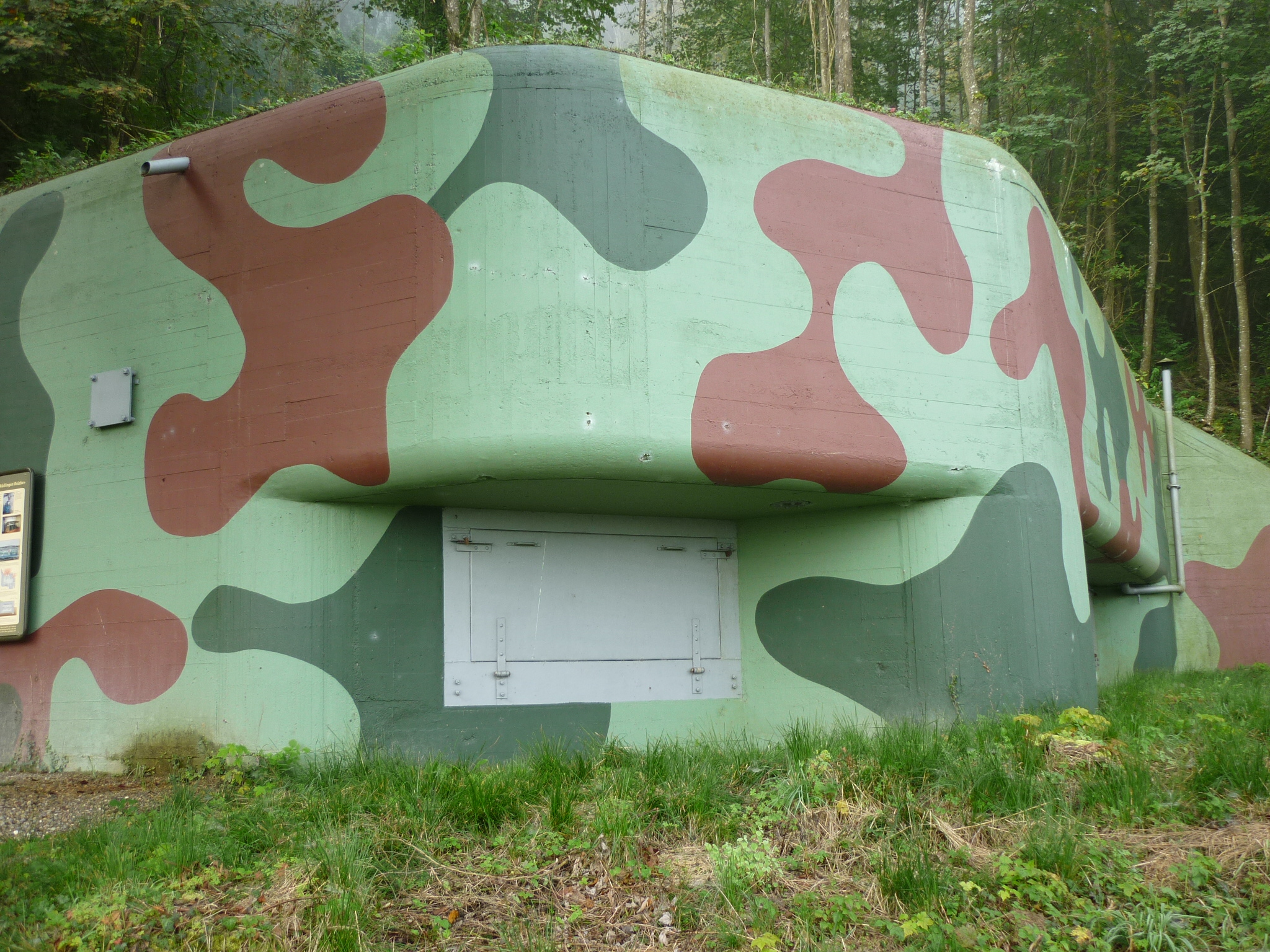
Infanteriewerk Rüdlingen Brücke A 5439
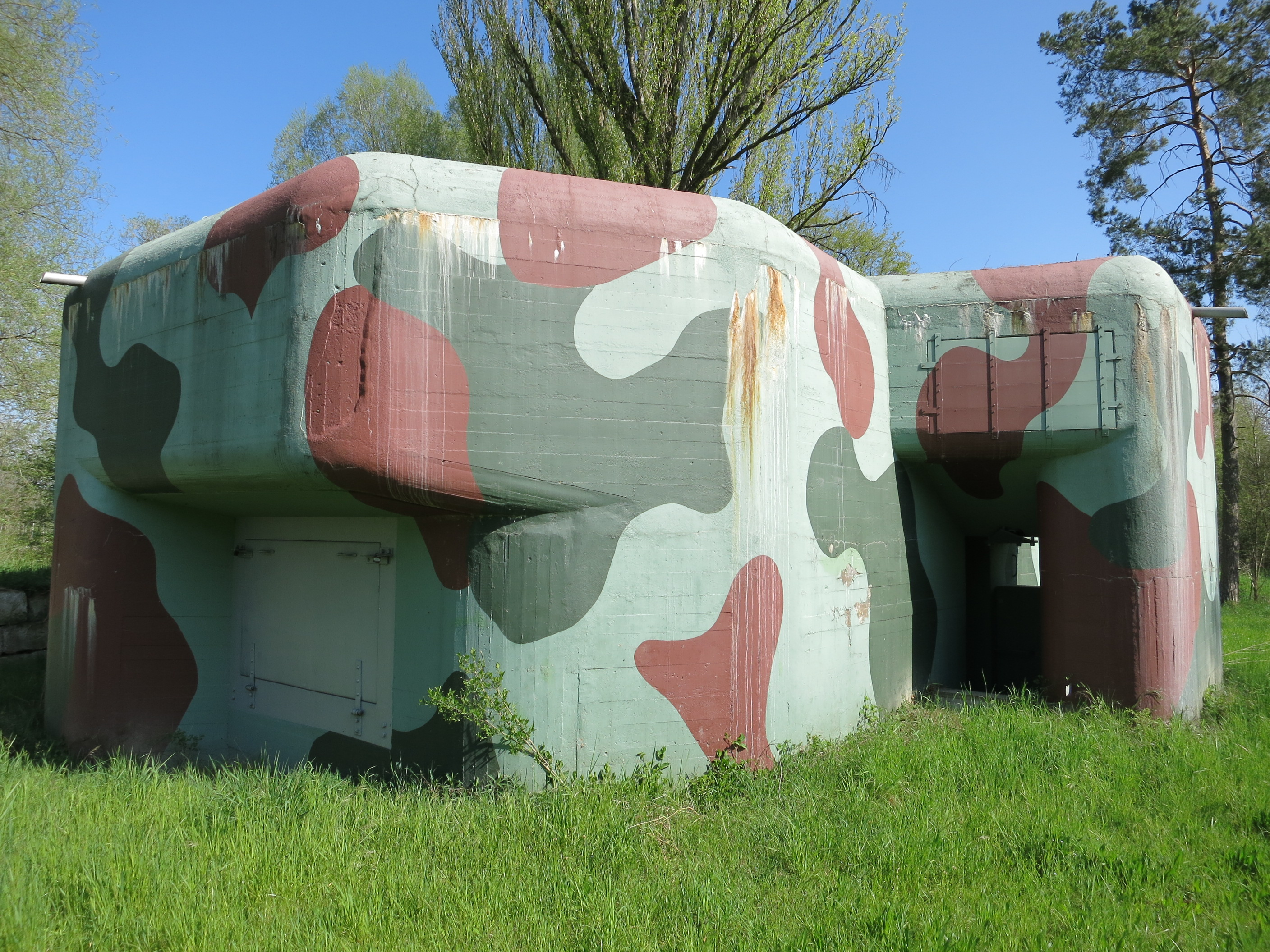
Gegenwerk Ziegelhütte A 5441
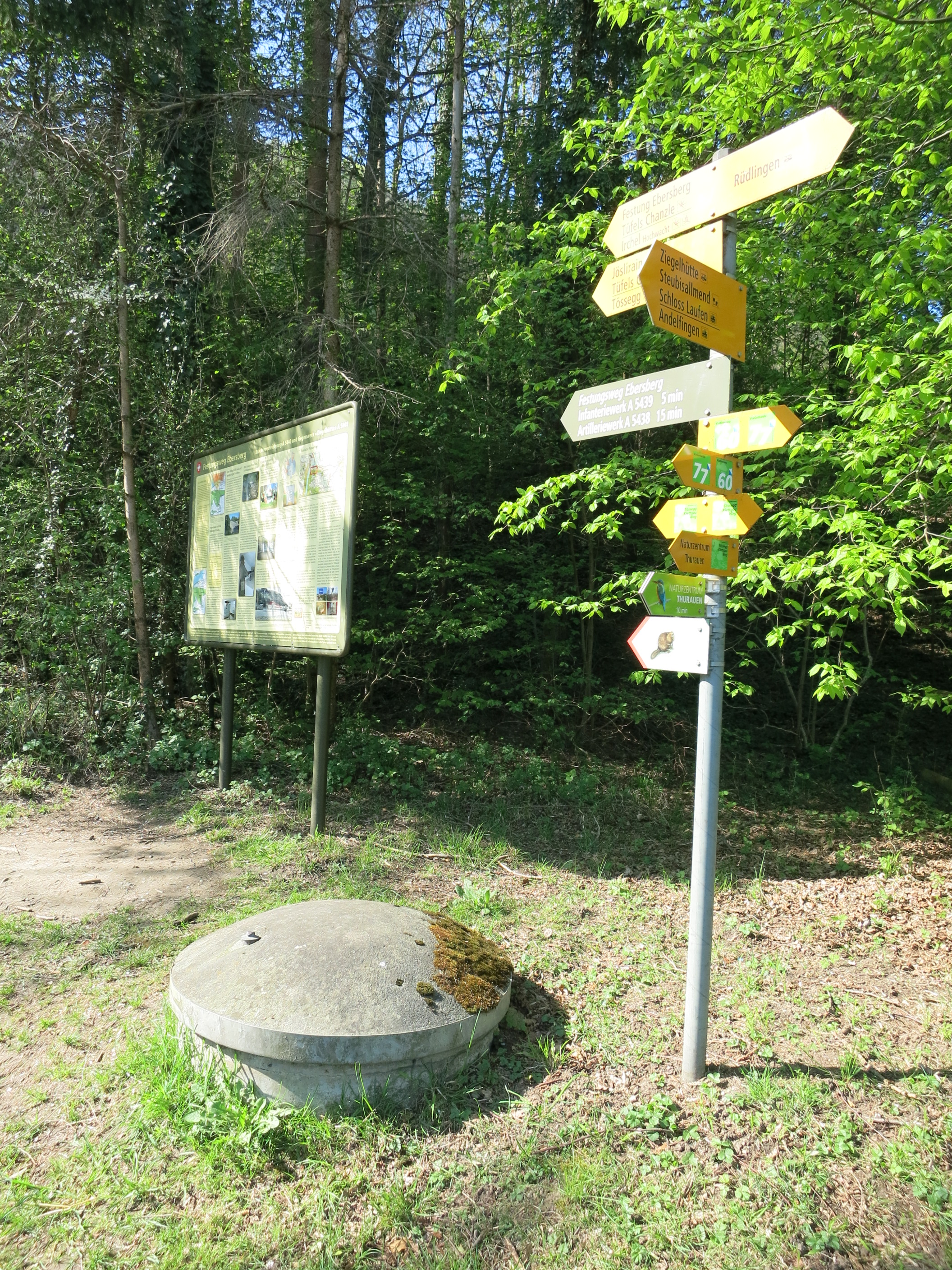
Atomschutzbunker ASU

## Artilleriewerk Ebersberg
Das Werk (Armeebezeichnung A 5438) besass die folgenden Einrichtungen:
- das Eingangswerk mit dem Wachtlokal
- die Innenverteidigung und eine Kaverne mit dem Feinstaubfilter (Atomfilter)
- einen 30 Meter tiefen Schacht für die Zufuhr der Frischluft
- eine Energiezentrale mit zwei Dieselaggregaten, der Lüftungsanlage und einer Werkstatt
- ein Munitionsmagazin

den zweigeschossiger Mannschaftstrakt mit:
(Total waren 66 Schlafplätze vorhanden, vier davon im Wachtlokal. Jeder Soldat hatte sein eigenes Bett)
Untergeschoss:
- Arztzimmer, Untersuchungsraum
- Krankenzimmer für einige Patienten
- Badezimmer für die Patienten
- Waschraum
- Essraum der Offiziere
- Essraum für die Unteroffiziere und Soldaten
- Proviantraum, Vorratsraum
- Küche, darunter das Trinkwasserreservoir
- WC der Soldaten, darunter die Klärgrube

Obergeschoss:
- Feuerleitstelle (Arbeitsraum der Offiziere)
- Schlafraum der Unteroffiziere (10 Mann)
- Kompanie-Büro (1 Schlafplatz)
- Telefonkabine für Privatgespräche
- Telefonzentrale (1 Schlafplatz)
- Arbeitsraum des Kommandanten
- Schlafraum der Offiziere (4 Mann)
- Schlafraum der Soldaten (46 Mann)
- WC der Offiziere
- Magazin
- Bibliothek

Geschützstände:
- Artilleriebeobachter Tüfels Chanzel ⊙
- Artilleriewerk Stand 1: Beobachterstand 1 mit Notausgang ⊙
- Artilleriewerk Stand 2: Geschütz 1 ⊙
- Artilleriewerk Stand 3: Geschütz 2, Beobachter 2		⊙

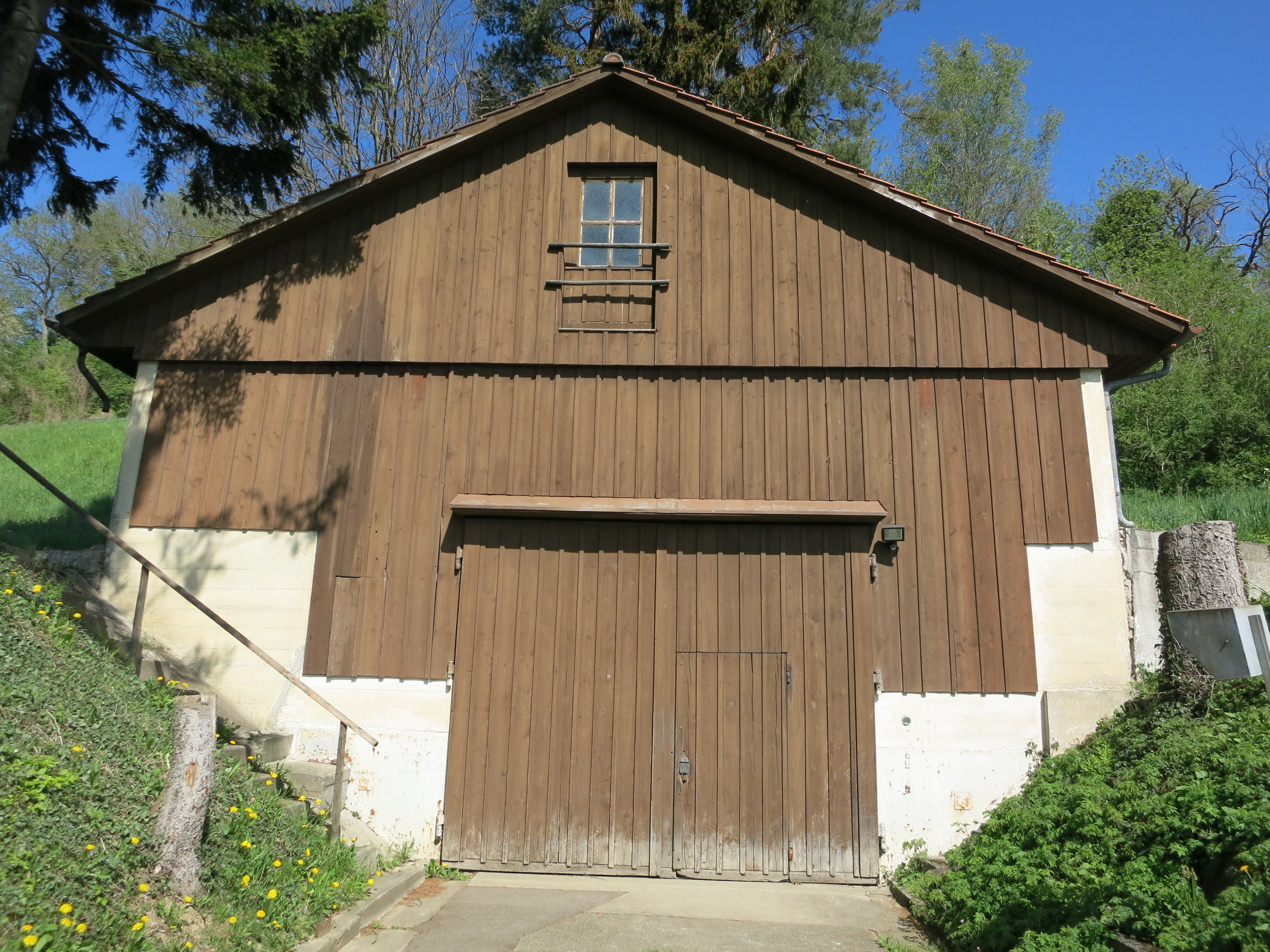
Festungseingangswerk
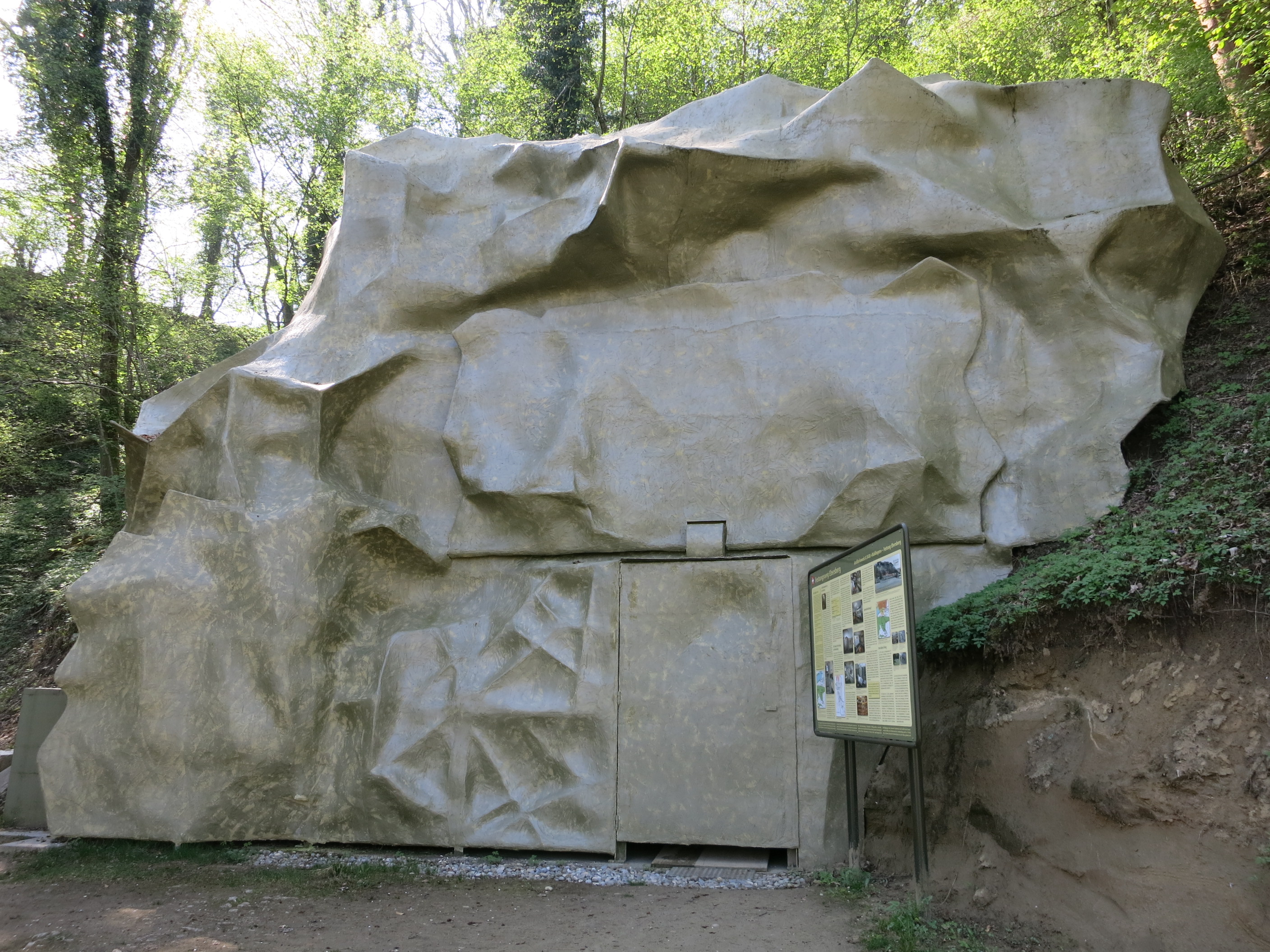
Beobachterstand 1 mit neuer Tarnung
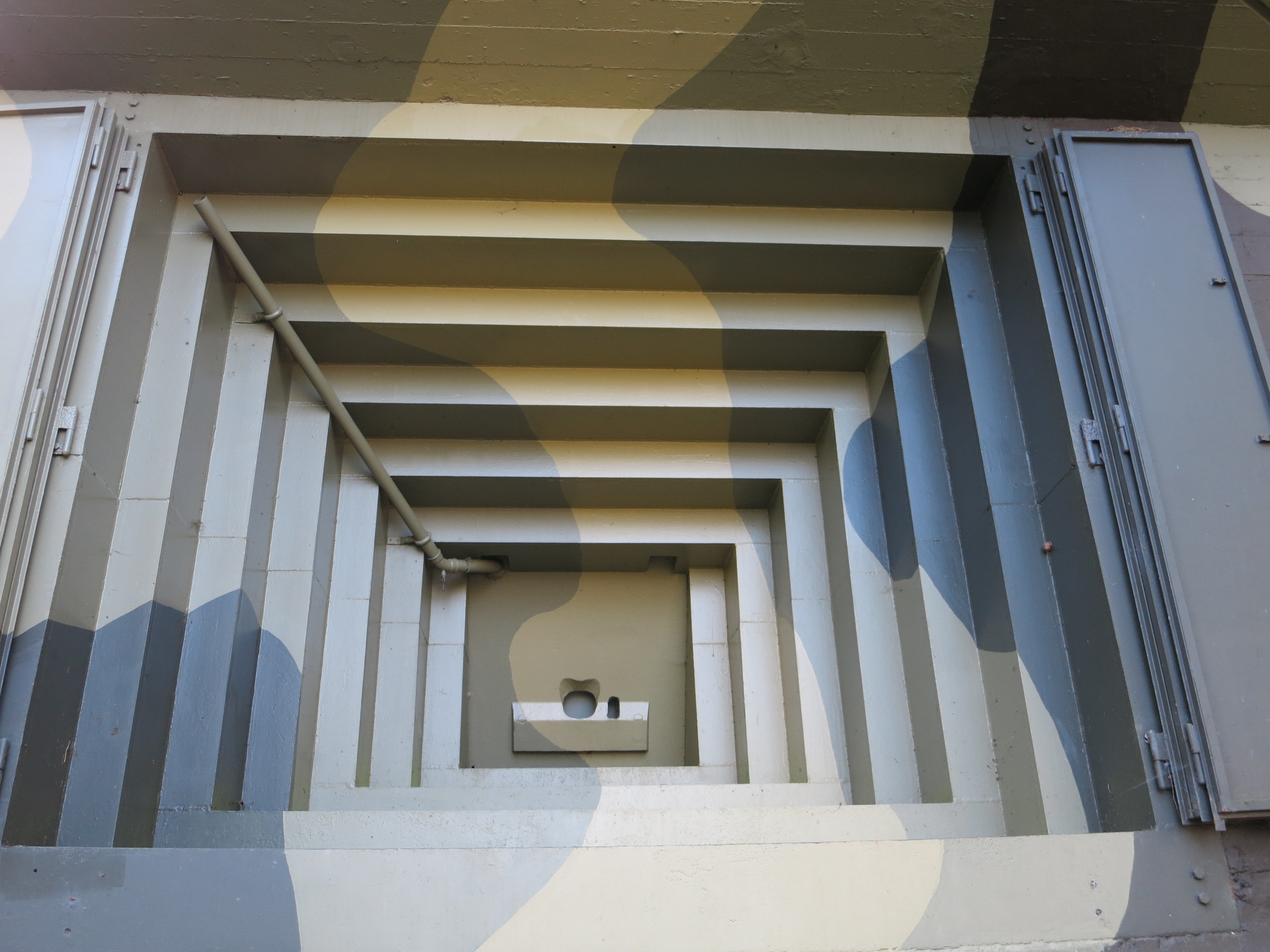
Geschützstand 1
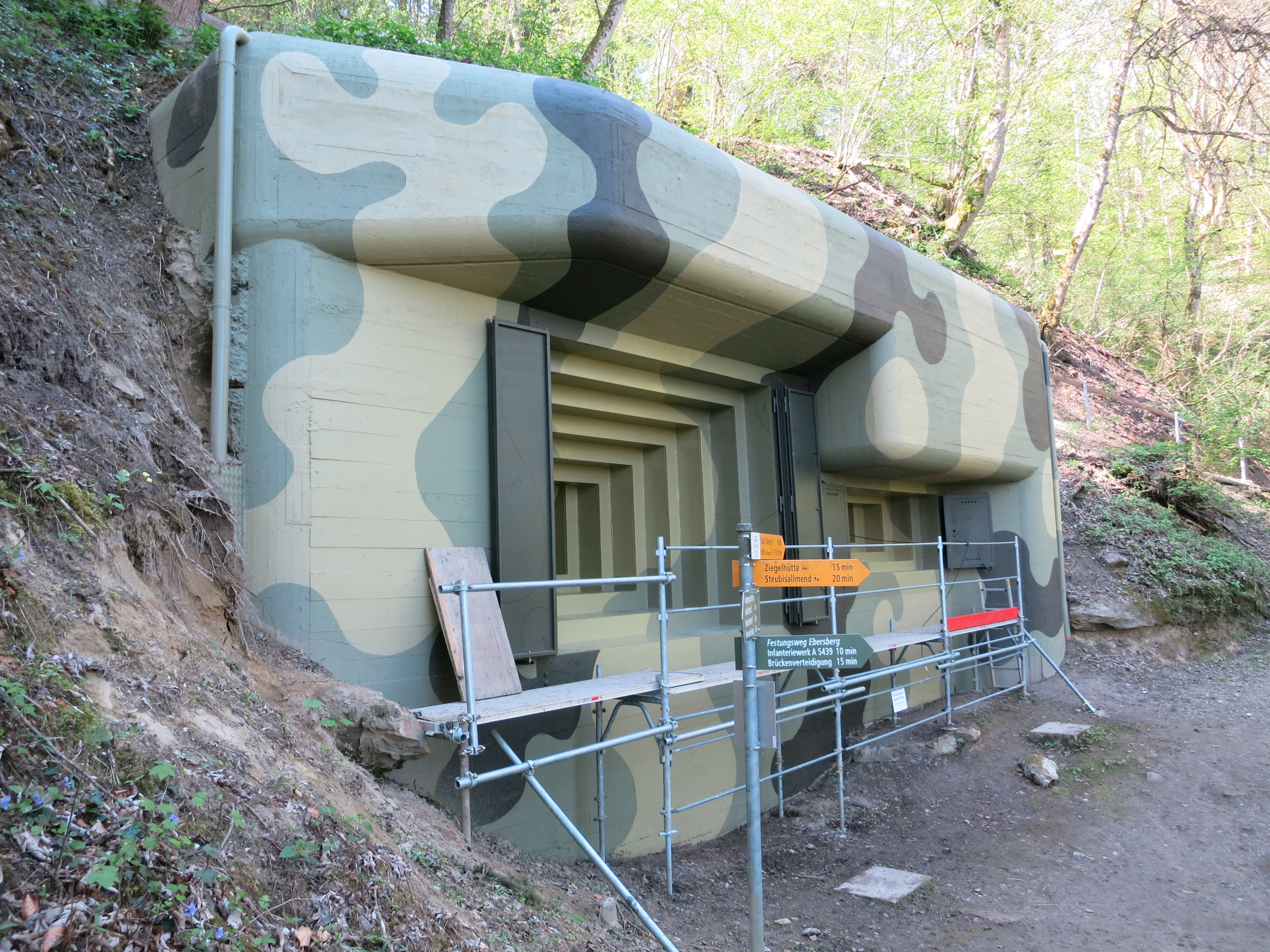
Geschützstand 2 mit Beobachterstand 2

### Bewaffnung
Die Festung Ebersberg war mit zwei Schiessständen mit je einer Artillerie-Bunkerkanone des Kalibers 7,5 cm ausgerüstet. Die Geschütze hatten die Aufgabe, feindliche Truppen am Überqueren des Rheins zu hindern oder für eine bestimmte Zeit aufzuhalten. Der Wirkungsbereich der Kanonen reichte von Rüdlingen bis Schaffhausen. Jedes der beiden halbautomatischen Geschütze konnte pro Minute 20 Granaten abfeuern.
Das am Fuss des Ebersbergs liegende, mit einer Infanteriekanone ausgerüstete Infanteriewerk A 5439 gehörte zur Aussenverteidigung des Artilleriewerks. A 5439 hatte als Gegenwerk den Mg-Stand A 5441 und diese beiden konnten sich gegenseitig Schartenschutz geben.

### Mannschaftsbestand
Bei einem Gefechtseinsatz war die Festung mit 65 Soldaten, Unteroffizieren und Offizieren der damaligen Festungsartilleriekompanie (Fest Art Kp) 96 besetzt. Die Vorräte an Trinkwasser, Nahrung, Treibstoff für die Notstrom-Dieselmotoren und Munition waren für eine zehntägige Autonomie ausgelegt.

### Heutige Nutzung

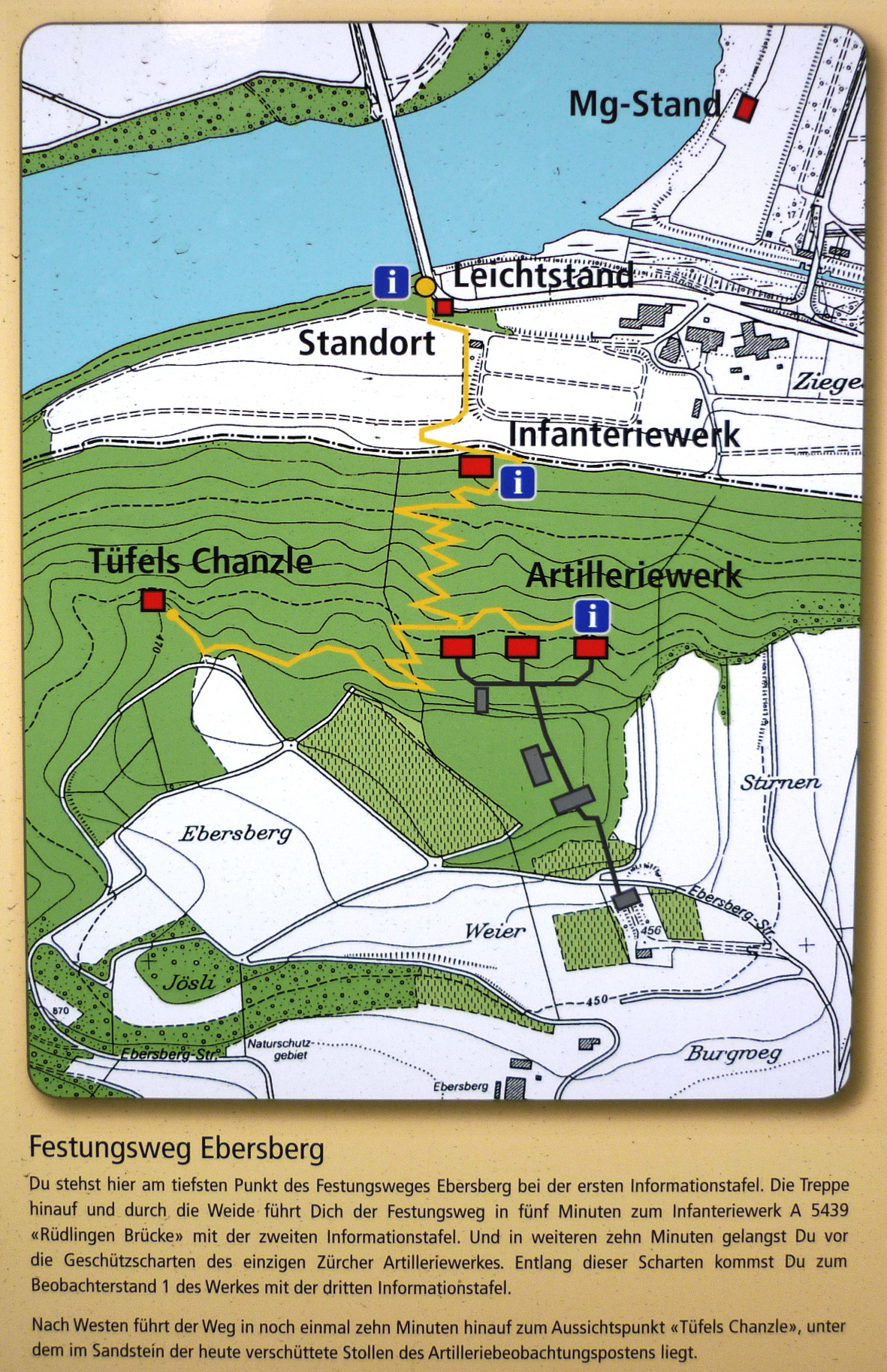
Festungsweg

Die Schweizer Militärbehörde trat die Festung 2006 an die Standortgemeinde ab. Berg am Irchel übergab sie mit einem langfristigen Vertrag an die Militärhistorische Gesellschaft des Kantons Zürich. Das Werk soll – möglichst im Originalzustand, nicht als Museum – der Nachwelt erhalten bleiben. Für die Öffentlichkeit werden Führungen durchgeführt. Im September 2010 wurde der vom Lions Club Andelfingen erstellte, neue Wander- und Festungsweg Ebersberg eröffnet. Dieser führt von der Rheinbrücke bei Rüdlingen, vorbei an den Infanteriewerken A 5440 und A 5439, entlang den Scharten des Artilleriewerkes A 5438 Rüdlingen, hinauf zur Teufelskanzel. 
Der Militärhistorischen Gesellschaft gehört auch das Infanteriewerk Ziegelhütte (A 5441), das als Gegenwerk des Infanteriewerks Rüdlinger Brücke (A 5439) diente. Es befindet sich etwa 250 m oberhalb der Brücke rheinaufwärts in der Nähe des Rheinufers, auf der anderen Seite des Langwisenbachs.